# Kasteli
Kasteli (en grec, Καστέλι o Καστέλλι) és una localitat i unitat municipal de Grècia situada a l'illa de Creta. Pertany a la unitat perifèrica d'Iràklio i al municipi de Minoa Pediada. L'any 2011 la unitat municipal tenia 4.753 habitants i la localitat 1.438.

## Arqueologia

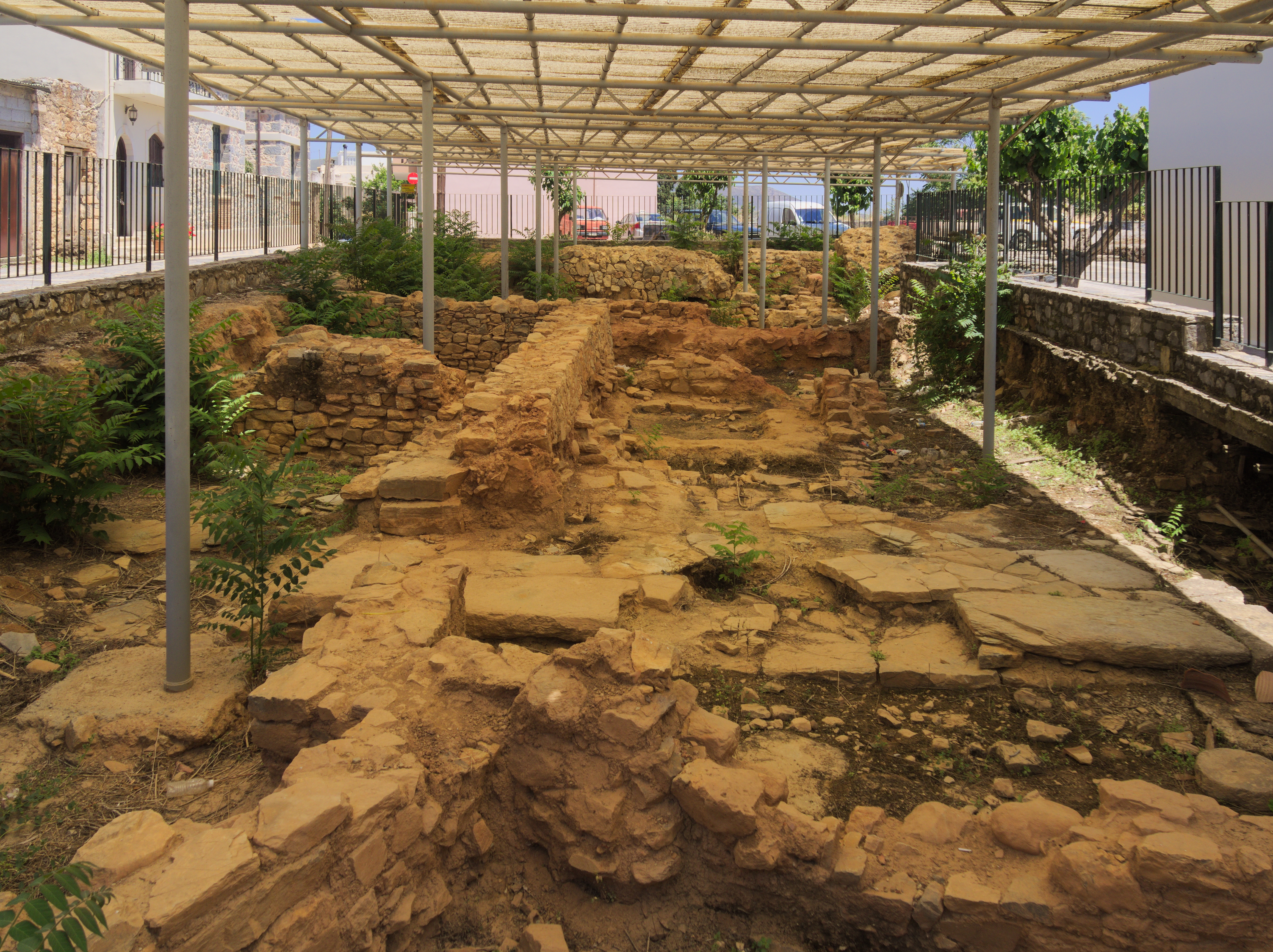
Restes arqueològiques de Kasteli

En aquest poble hi ha un jaciment arqueològic amb unes troballes pertanyents al Neolític, i on hi hagué un assentament minoic. Aquest llogaret, les restes més importants del qual són a la plaça d'Agios Georgios, cresqué a l'entorn d'un edifici monumental central que tenia dues plantes i vuit cambres, una de les quals sembla haver servit de lloc de culte.
En el període hel·lenístic es va destruir aquest lloc, potser a causa d'una guerra en què també quedà destruïda la veïna Lictos.
D'altra banda, al mateix lloc hi ha restes d'una fortalesa dels períodes romà d'Orient i venecià, i també d'un pantà antic.